# Egoli-toren
De Egoli-toren (werktitel Nieuw-Echtenstein) is een appartementencomplex in Amsterdam-Zuidoost. Het gebouw is in werkstadium vernoemd naar de honingraatflat Echtenstein, dat direct naast Nieuw-Echtenstein staat. Bij oplevering werd het vernoemd naar Egoli, een straat die voor het gebouw langs loopt en verwijst naar de Zoeloe-aanduiding voor Johannesburg, Egoli betekent Stad van goud.
Bij de herinrichting van de terreinen rondom het restant van Echtenstein bleek plaats voor een kleiner appartementencomplex. LEVS architecten ontwierp daarvoor een bescheiden torenflat. Opdrachtgever voor deze woontoren kwam van Rochadale, ook eigenaar van grote broer Echtenstein. De Egoli-toren is gebouwd voor beschermd wonen (sociale woningbouw voor kwetsbare groepen) en heeft in de plint gemeenschappelijke ontmoetingsruimten.
Het gebouw markeert de vermenging in de buurt van de originele hoogbouw en de omringende laagbouw. Vanuit een zuidelijk gelegen (naamloos) parkje stijgen de klommen en balkons vanuit de grond. Binnen het negen verdiepingen hoge gebouw heeft elke woning een eigen balkon, dat ingepast is in een strikt rasterwerk (ARCAM omschreef het als dambord). Wat vooral opvalt aan het gebouw zijn de afgeronde hoeken, terwijl het oude Echtenstein juist hoekig was. Er werd duurzaam gebouwd, overgebleven bakstenen uit andere projecten werd gebruikt voor het optrekken van dit gebouw. De meeste eerste bewoners waren afkomstig uit de flats Geldershoofd en Gravestein, die op het punt stonden (opnieuw) gerenoveerd te worden.
De bouwtijd bleef beperkt door het gebruik van prefabelementen.
Het gebouw, opgeleverd in december 2023, is in maart 2024 genomineerd voor de Amsterdamse Architectuur Prijs.

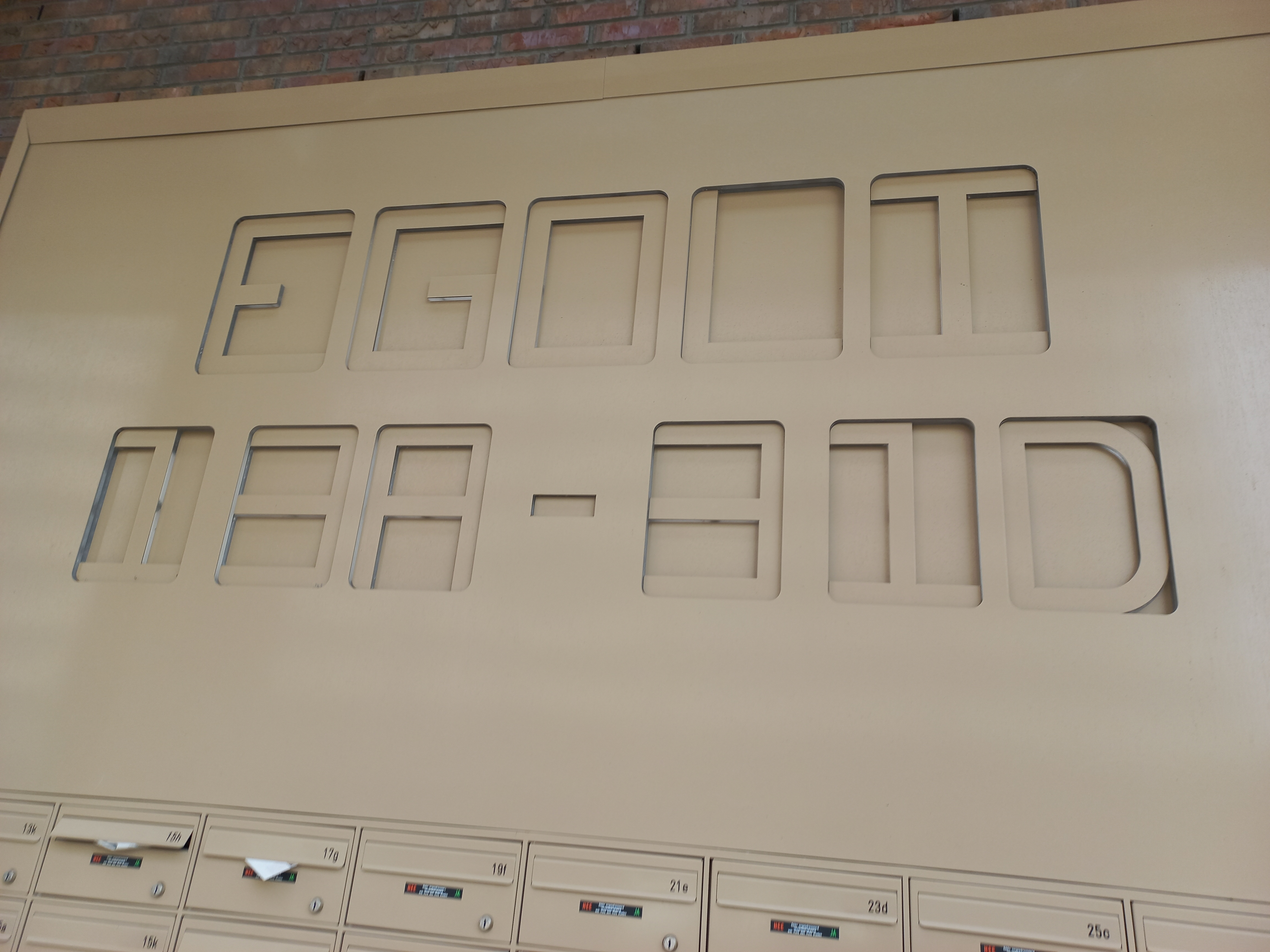
Naam in reliëf (april 2024)